# 勒南萨尔
勒南萨尔（法語：Renansart，法語發音：[ʁənɑ̃saʁ]）是法国上法兰西大区埃纳省的一个市镇，位于该省中北部偏西，属于圣康坦区。

## 地理
勒南萨尔（49°44'1"N, 3°27'52"E）面积8.71 平方千米，位于法国上法蘭西大區埃纳省，该省份为法国北部内陆省份，北起北部省，西接索姆省和瓦兹省，东临阿登省和马恩省，西南至塞纳-马恩省，东北部与比利时接壤。
与勒南萨尔接壤的市镇（或旧市镇、城区）包括：昂吉尔库尔勒萨尔、布里赛-舒瓦尼、布里西-阿梅日库尔、努维永和卡蒂永、努维永勒孔特、塞里莱梅济耶尔、叙尔方丹。

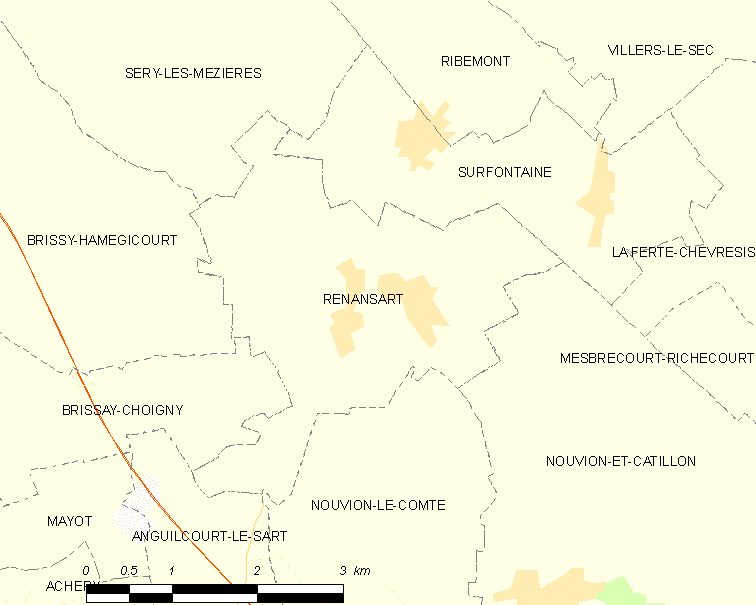
勒南萨尔的OSM定位图

勒南萨尔的时区为UTC+01:00、UTC+02:00（夏令时）。

## 行政
勒南萨尔的邮政编码为02240，INSEE市镇编码为02640。

## 政治
勒南萨尔所属的省级选区为里布蒙县。

## 人口

1962-2008年间勒南萨尔人口变化图示

勒南萨尔于2022年1月1日时的人口数量为149人。